# František Pečený
František Pečený (8. června 1920 Bratřejov – 9. prosince 1977 Heřmanova Huť) byl český sklářský výtvarník, designér, malíř a grafik.

## Život
V letech 1936-1939 vystudoval Střední uměleckoprůmyslovou školu v Železném Brodě pod vedením prof. Jaroslava Brychty a mistra Jana Stuchlíka. V letech 1939-1943 pokračoval studiem na Uměleckoprůmyslové škole v Praze v ateliéru pro užitou malbu a grafiku u prof. Františka Kysely a Josefa Nováka. V roce 1943 si zřídil malířský ateliér v Kajetíně u Tábora. V letech 1945-1946 pracoval jako malíř porcelánu v zestátněné keramické továrně Amphora v Trnovanech, V letech 1946-1947 pracoval ve sklárně Inwald Rudolfova Huť v Dubí u Teplic. V letech 1947-1977 pracoval v národním podniku Spojené české sklárny Heřmanova Huť, který byl specializovaný na výrobu lisovaného skla. František Pečený nastoupil jako technický úředník, ale brzy se vypracoval na designéra skla a již roku 1948 byla do výroby zařazena jeho souprava kompotových misek Halifax. Jako návrhář lisovaného skleněného nádobí a plastik pracoval ža do své náhlé smrti.

## Dílo
Patřil k výtvarníkům moderny 50. a 60. let. V tomto stylu navrhoval velkosériovou produkci skláren v Heřmanově Huti. V roce 1955 poprvé zaujal obchodníky Skloexportu designem trojbokých váz a mís z čirého nebo tónovaného hutního skla, které se zařadily mezi jeho nejznámější návrhy. V roce 1962 se zúčastnil kolektivní výstavy Lisované české sklo v Uměleckoprůnmyslovém museu v Praze, kde poprvé vyvolal zájem historiček umění a první jím navržené velkosériové výrobky byly za nepatrnou maloobchodní cenu zakoupeny do sbírek muzea. V roce 1967 navrhl sítotiskovou dekoraci pro tenkostěnné nápojové sklo. V letech 1972, 1973 a 1978 byly jeho návrhy silnostěnného skla vybrány pro ocenění Nejlepší výrobky roku. Teprve posmrtně roku 1983 význam jeho designérské tvorby vyzdvihla Alena Adlerová, když v Uměleckoprůmyslovém muzeu v Praze uspořádala monografickou výstavu jeho skla Jan Mergl nedávno našel v plzeňské pozůstalosti F. Pečeného obrazy a kresby, které byly umělcovým privatissimem, stejně pozoruhodným jako sklářský design. V letech 2017-2018 z jeho tvorby uspořádal výstavu v Západočeském muzeu v Plzni, přenesenou do Uměleckoprůmyslového muzea v Praze.
Navzdory zájmu odborníků nepronikly Pečeného lisované vázy, mísy, nápojové a kuřácké soupravy do obecného povědomí ani zájmu veřejnosti. Popelníky dosud slouží v restauracích a vázy se z domácností přesunují na hřbitovy nebo do kontejnerů. Média radí: nevyhazovat.